# Église Sainte-Anne de Boukivtsovo
Pour les articles homonymes, voir Église Sainte-Anne.
L'église Sainte-Anne de Boukivtsovo (ukrainien :Церква святої Анни (Буківцьово)) est classée comme monument national ukrainien et au Patrimoine mondial de l'UNESCO. Elle est située à Boukivtsovo en Ukraine.
C'est une église en bois du Parc national de l'Ouj qui est utilisée par la communauté gréco-catholique.
Elle est dans le village, sur une éminence, initialement de style boyko à trois sommets, le bâtiment actuel a été achevé en 1791.

## Voir aussi

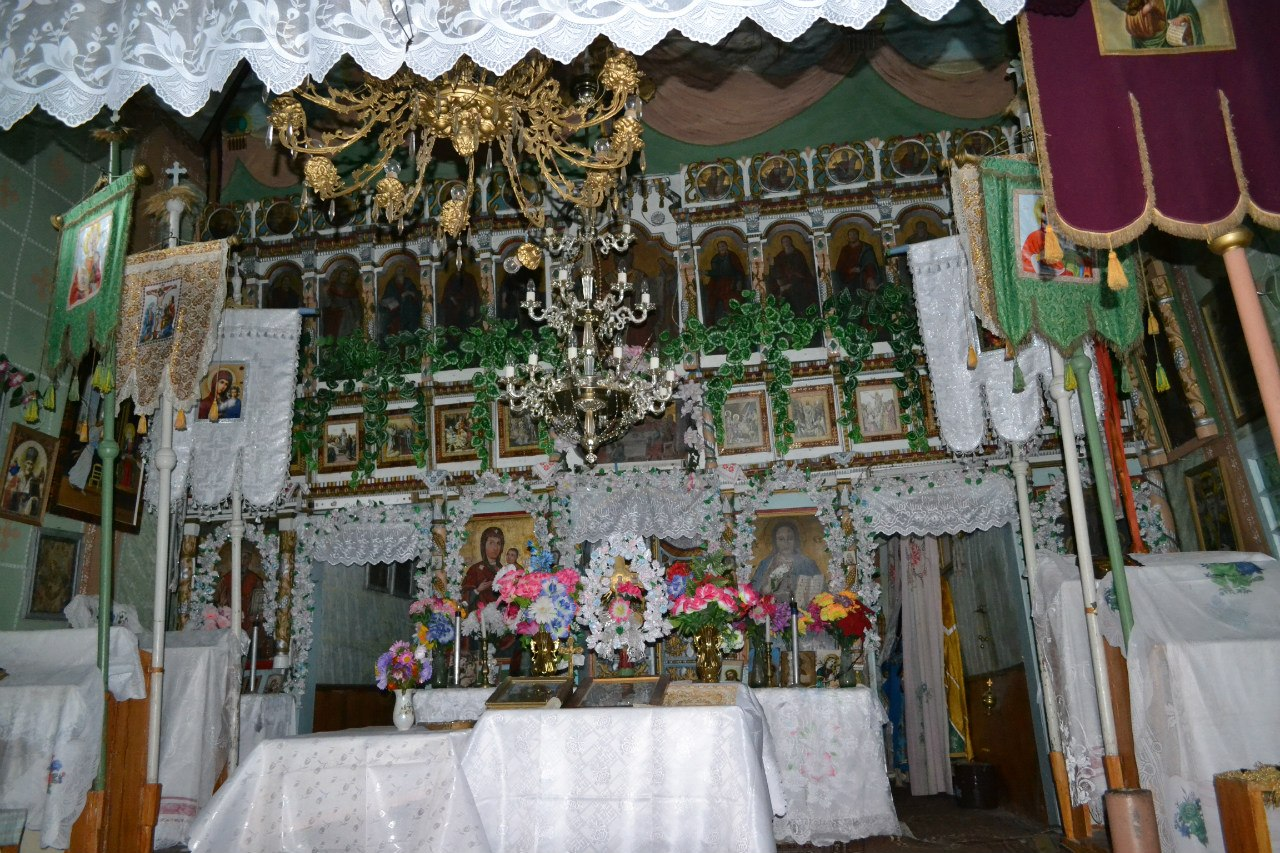
Iconostase
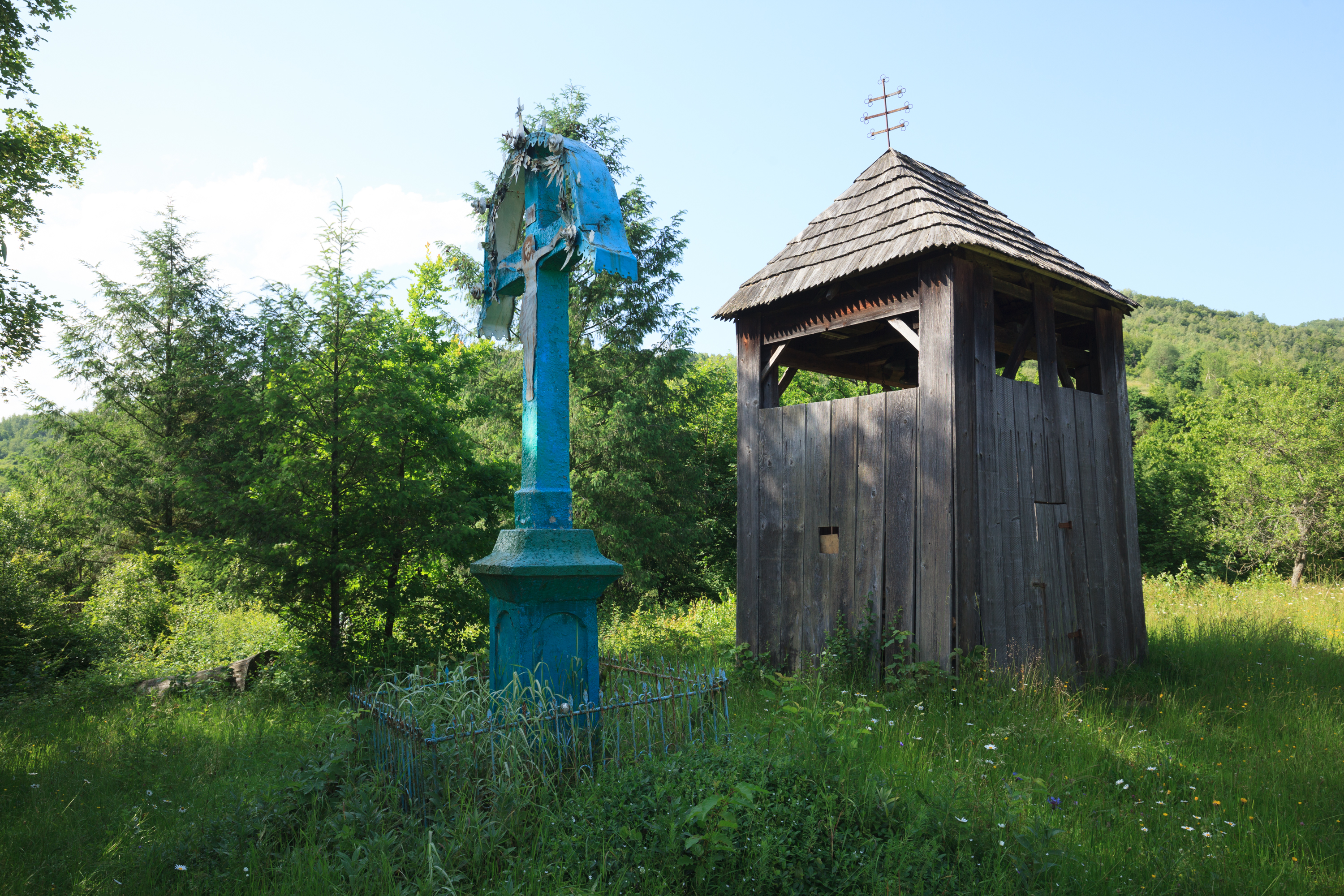
croix.
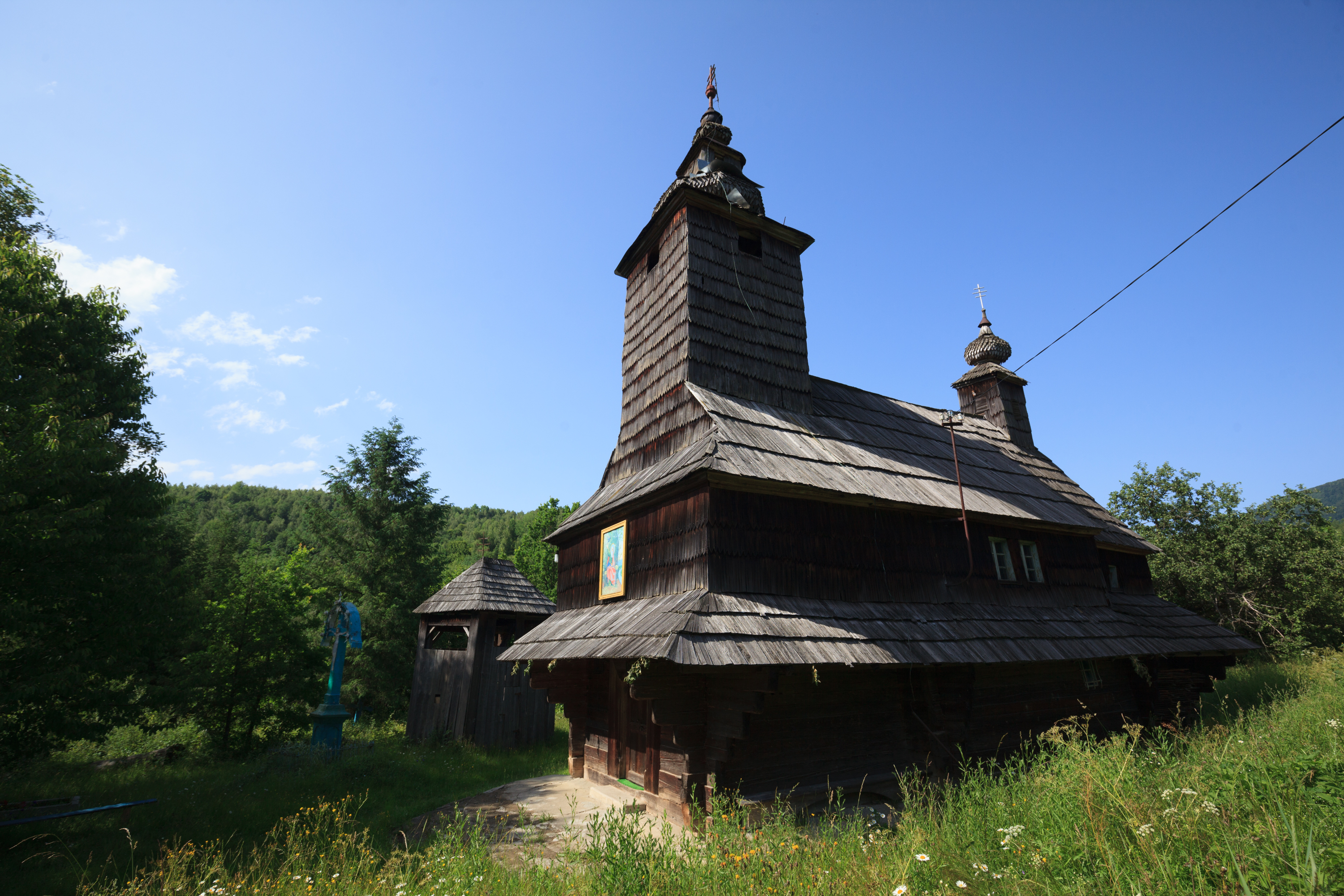